# 석보군
석보군 이복생(石保君 李福生, 생몰년 미상)은 조선의 왕족으로, 조선 제 2대 정종의 아홉번째 서자이다. 시호는 정혜(靖惠)이다.

## 생애
조선 제 2대 정종의 서자이자, 9남으로 생모는 숙의 윤씨(淑儀尹氏)인 해평 윤씨(海平尹氏)이다. 정부인으로는 학성군부인 원주 김씨(鶴城郡夫人 原州金氏)이 있다. 자녀로는 정부인 김씨가 낳은 장남 연산부정(燕山副正)와 차남 인양부정 정(仁陽副正 整), 3남 곡성군 금손(鵠城君 金孫) 장녀 이씨와 차녀 이씨, 3녀 이씨, 4녀 이씨, 5녀 이씨가 있다. 본성이 청렴검소하고 효성과 우애가 돈독하며 학문에 통달하여 ‘대문장가’라 일컬었다. 그러나 관직에는 뜻이 없어서 늘 산간에 은거하고 세상 일에 관여치 않았다.
1427년(세종 9년) 이복생은 약계춘, 보금 등과 간통하였으며, 태종의 국기(國忌)때에 광대들을 모아놓고 노래하고 춤추고 술마신 일과 효령대군과 관계한 약계춘, 의성군과 관계한 보금등과 간통하였고 음란한 짓을 일삼아 세종이 매우 미워하였고 원주로 유배되었다.
1436년(세종 18년) 왕에게 거짓보고 하여 해주의 온정에 목욕한다고 아뢰고는 아버지인 정종의 기신(忌辰)에 기생이 있는 춘천에 가서 순평군(順平君)이라 사칭하고, 여러 날 동안 유숙하면서 매를 놓아 사냥을 하는 등의 행동으로 왕명에 의해 직첩을 회수당하고 외방에 귀양보내졌다. 사헌부에서 다시한번 왕을 능멸한 죄를 물어 대죄로 다스리기를 청하였으나 세종이 받아들이지 않았다.
1872년(고종 9년) 석보정에서 석보군으로 추증되었다.

## 가족관계
- 부 : 조선 제 2대 정종
- 생모 : 숙의 윤씨(淑儀尹氏)
  - 형 : 수도군 덕생(守道君 德生)
  - 형 : 임언군 녹생(林堰君 祿生)
  - 남동생 : 장천군 보생(長川君 普生)
  - 여동생 : 인천옹주(仁川翁主), 하가 행부사 이관식(行府使 李寬植)
- 정부인 : 학성군부인 원주 김씨(鶴城郡夫人 原州金氏) - 대경공(戴敬公) 김연지(金連枝)의 딸
  - 장남 : 연산부정 이래(燕山副正 李勑)
  - 며느리 : 전주 최씨 - 부사(府使) 최구(崔昫)의 딸
  - 며느리 : 강릉 김씨 - 김근(金瑾)의 딸

< 모친 알수없음 > 
- -     - 손자 : 수산수 이기(守山守 李驥)
    - 손자 : 지평수 이린(砥平守 李驎)
    - 손녀 : 창원 황씨 부사(府使) 황종신(黃從信)에게 출가

  - (첩)며느리 : 양민 출신
    - 서손자 : 사천령 이연동(蛇川令 李燕仝)

  - 차남 : 인양부정 이정(仁陽副正 李整)
    - 손녀 : 호군(護軍) 김숭효(金崇孝)에게 출가
    - 손녀 : 영양 남씨 첨사(僉使) 남팔준(南八俊)에게 출가
    - 손녀 : 순창 설씨 설수종(薛守宗)에게 출가

  - (첩)며느리 : 양민 출신
    - 서손자 : 괴산부정 이수형(槐山副守 李壽亨)
    - 서손자 : 안읍부수 이수리(安邑副守 李壽利)
    - 서손자 : 보령부수 이수정(保寧副守 李壽貞)

  - (첩)며느리 : 노비 출신
    - 서손자 : 금주령 이수견(金州令 李壽堅)

  - 3남 : 곡성군 이금손(鵠城君 李金孫) - 이복 남동생임성군의 양자로 출계
  - 장녀 : 창녕 성씨 성숙(成淑)에게 출가
    - 외손자 : 성맹온(成孟溫)

  - 차녀 : 여산 송씨 송계장(宋季璋)에게 출가
    - 외손자 : 송시창(宋嗣昌)
    - 외손녀 : 여흥 민씨 민흥림(閔興霖)에게 출가

  - 3녀 : 남양 홍씨 홍맹손(洪孟孫)에게 출가
    - 외손자 : 홍주(洪澍)
    - 외손자 : 홍관(洪灌)
    - 외손자 : 홍장(洪漳)
    - 외손자 : 홍담(洪潭)
    - 외손녀 : 최한원(崔漢源)에게 출가
    - 외손녀 : 전의 이씨 이두(李杜)에게 출가
    - 외손녀 : 남평 문씨 문귀손(文貴孫)에게 출가

  - 4녀 : 손효장(孫孝章)에게 출가(出嫁)
  - 5녀 : 진주 정씨 정윤서(鄭允諝)에게 출가
    - 외손자 : 정효순(鄭孝純)

## 관련 문화재
- 괴산 석보군 묘각 - 충청북도 문화재자료 제16호
- 정혜공 사우와 하마비 - 진도군 향토문화유산 제22호